# سكوت كريستوفر
سكوت كريستوفر (بالإنجليزية: Scott Christopher)‏ هو ممثل أمريكي، ولد في 13 يناير 1967 في الولايات المتحدة.

## وصلات خارجية
- سكوت كريستوفر على موقع IMDb (الإنجليزية)
- سكوت كريستوفر على موقع قاعدة بيانات الفيلم (الإنجليزية)